# Tombeaux des nobles de Tell el-Amarna
Situés en Moyenne-Égypte, les tombeaux des nobles de Tell el-Amarna sont les sépultures de quelques-uns des puissants courtisans et personnalités de la ville d'Akhetaton, la capitale du pharaon Akhenaton.
Les tombes sont réparties en deux groupes. Il y a vingt-cinq grandes tombes, dont beaucoup sont décorées et avec le nom de leurs propriétaires, certaines sont petites et inachevées, d'autres encore plus modeste et sans prétention. Chacune semble refléter la personnalité du propriétaire initial.

## Tombes du nord

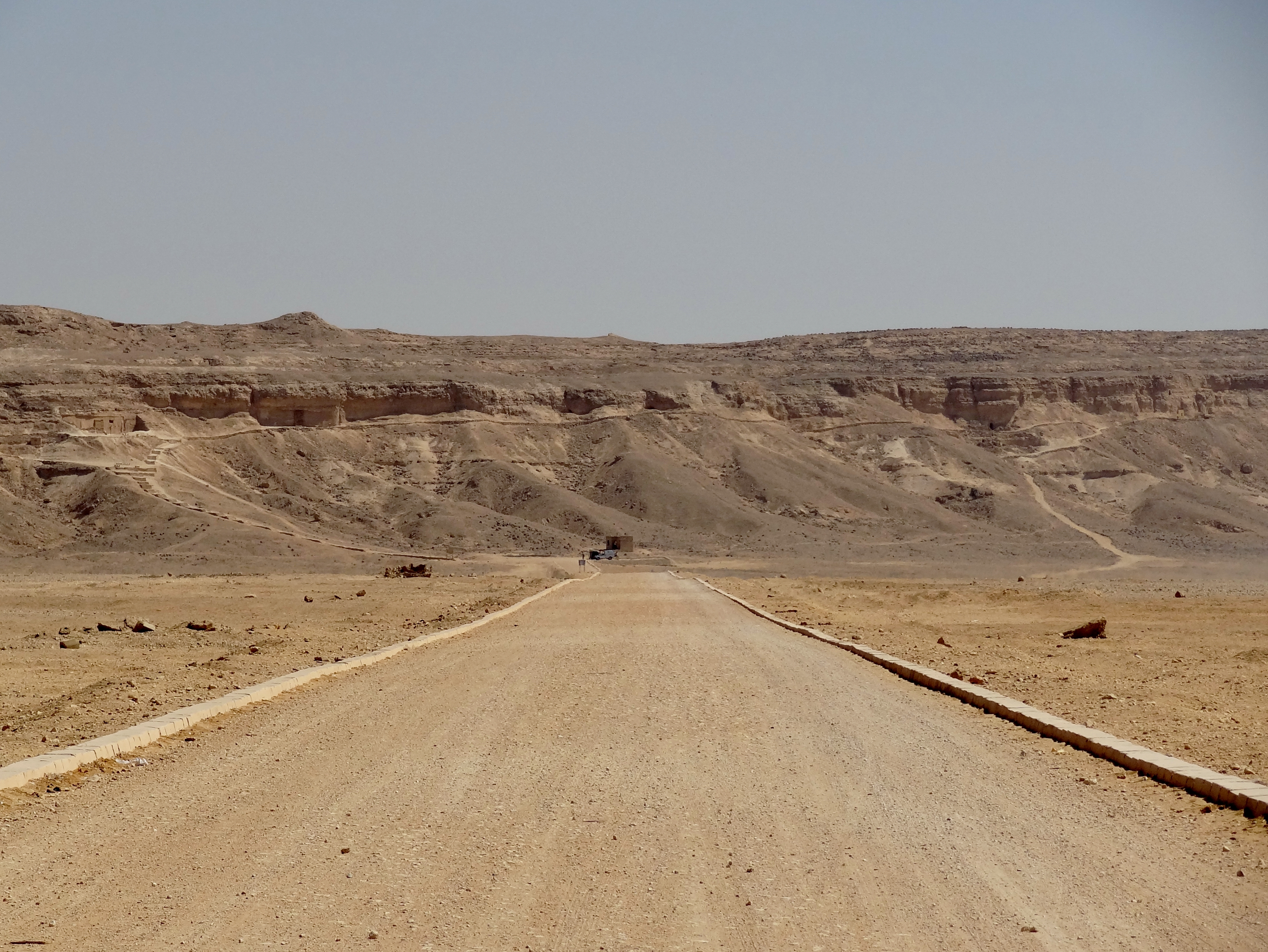
Route d'accès aux tombes du nord.

Ces tombes sont situées dans les falaises qui surplombent la ville d'Akhetaton, au nord et à l'est de la ville. Elles sont séparées entre elles par un oued, et sont près d'une des stèles frontière (stèles V) :
- Tombe 1 : tombeau de Houya.
- Tombe 2 : tombeau de Méryrê II (surintendant de Néfertiti).
- Tombe 3 : tombeau d'Ahmès (également orthographié Ahmôsé).
- Tombe 4 : tombeau de Méryrê (aussi appelé Méryrê Ier et père de Méryrê II). À l'instar de bon nombre de ces tombes, il est incomplet. S'il avait été achevé, il aurait été le plus grand des tombeaux de nobles. Plus tard la tombe a été réutilisée comme maison copte (ou éventuellement une église).
- Tombe 5 : tombeau de Penthou. Il est en forme de croix, avec un grand hall, et une grande salle transversale, sanctuaire pour Penthou. Seule la salle est décorée extérieurement.
- Tombe 6 : tombeau de Panéhésy. C'était à l'origine un tombeau de deux pièces, chacune des chambres avait quatre colonnes. Il a été réutilisé ultérieurement comme église copte en changeant le plan ce qui a endommagé la décoration originale.

## Autels
Un peu plus loin à l'ouest et au nord des tombes du nord, il y a les restes de trois grands autels solaires en briques de terre, sous la forme de plates-formes avec des rampes d'accès. La raison de leur situation n'est pas claire. Leur relation avec une ancienne route menant aux tombes du nord semble être un signe qu'ils furent construits pour ceux qui y étaient enterrés.

## Tombes du sud

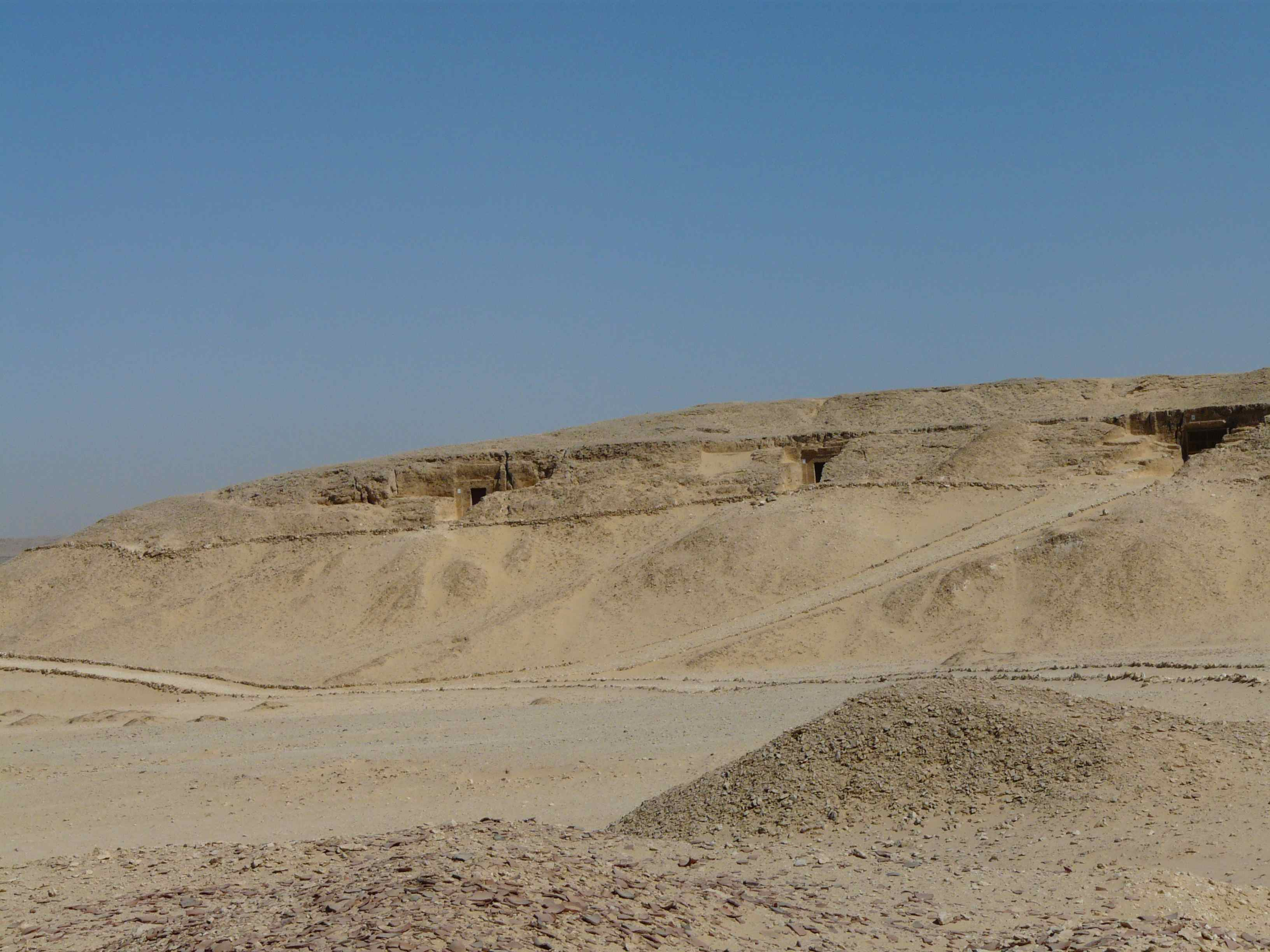
Vue partielle des tombes du sud.

Les tombes du sud se trouvent dans une suite de falaises basses au sud et à l'est de la ville principale :
- Tombe 7 : tombeau de Parennefer, qui avait une autre tombe dans Thèbes.
- Tombe 7a : le propriétaire de cette tombe est inconnu.
- Tombe 7b : le propriétaire de cette tombe est inconnu.
- Tombe 7c : le propriétaire de cette tombe est inconnu.
- Tombe 8 : tombeau de Toutou.
- Tombe 9 : tombeau de Mahou.
- Tombe 9a : le propriétaire de cette tombe est inconnu.
- Tombe 9b : le propriétaire de cette tombe est inconnu.
- Tombe 9c : le propriétaire de cette tombe est inconnu.
- Tombe 10 : tombeau d'Ipy.
- Tombe 11 : tombeau de Ramosé.
- Tombe 12 : tombeau de Nakhtpaaton.
- Tombe 13 : tombeau de Néferkhéperouhesekheper.
- Tombe 14 : tombeau de May.
- Tombe 15 : tombeau de Souti.
- Tombe 16 : le propriétaire de cette tombe est inconnu.
- Tombe 17 : le propriétaire de cette tombe est inconnu.
- Tombe 18 : le propriétaire de cette tombe est inconnu.
- Tombe 19 : tombeau de Satau.
- Tombe 20 : le propriétaire de cette tombe est inconnu.
- Tombe 21 : le propriétaire de cette tombe est inconnu.
- Tombe 22 : le propriétaire de cette tombe est inconnu.
- Tombe 23 : tombeau d'Any.
- Tombe 24 : tombeau de Paâtenemheb.
- Tombe 25 : tombeau du pharaon Aÿ.
- Tombe 25a : tombeau de La.

Certaines tombes ont à l'évidence été ouvertes depuis l'antiquité, et ont été diversement utilisées comme lieu de sépulture durant l'époque ptolémaïque, puis comme maisons et églises coptes.